# Гавина, Ландыш Рафиковна
Ландыш Рафиковна Гавина (урожд. Муртазина) (род. 1980) — российская пауэрлифтерша.

## Карьера
Тренируется в Елабуге. Тренер - Олег Разживин. Работает в Елабужском институте КФУ.
В 2002 году завоевала золото Кубка мира среди студентов. На чемпионате России среди студентов победила установив рекорд в приседании (140 кг) и в сумме (370 кг).
В 2005 году победила на чемпионате России среди студентов, установив четыре национальных студенческих рекорда в категории до 60 кг — в приседании (170 кг), в жиме лёжа (102,5 кг), в становой тяге (180 кг), в сумме (452,5 кг).
В марте 2006 года стала вице-чемпионкой России по силовому троеборью в категории до 56 кг. А в конце марта в категории до 52 кг стала чемпионкой России по жиму лёжа.
На студенческом чемпионате России 2006 года победила, установив четыре национальных студенческих рекорда в категории до 56 кг — в приседании (175 кг), в жиме лёжа (110 кг), в становой тяге (190 кг), в сумме (475 кг).
В 2007 году стал бронзовым призёром чемпионата России по силовому троеборью, бронзовым призёром чемпионата России по жиму лёжа. Победила на чемпионате России среди студентов, установив три национальных студенческих рекорда в категории до 60 кг — в жиме лёжа (110 кг), в становой тяге (191 кг), в сумме (471 кг).
В 2008 году становится бронзовым призёром чемпионата России в категории до 56 кг. Также становится серебряным призёром чемпионата России по жиму лёжа.
В 2012 году становится чемпионкой России по классическому пауэрлифтингу. На Кубке мира в Стокгольме завоевала бронзу.
В декабре 2014 года становится вице-чемпионкой России по классическому пауэрлифтингу. На первом чемпионате Европы по классическому пауэрлифтингу становится второй.